# Autumn Peltier
Autumn Peltier   (Wikwemikong Unceded Indian Reserve, 27 de setembre de 2004) és una activista pels drets de l'aigua originària d'Anishinaabe i membre de la Primera Nació de Wikwemikong. És una protectora d'aigua i ha estat anomenada "guerrera de l'aigua". Peltier es va dirigir als líders mundials en l'Assemblea General de l'ONU sobre el tema de la protecció de l'aigua a l'edat de tretze anys, l'any 2018.

## Vida personal
Peltier viu al territori autònom anishinaabe a l'illa Manitoulin al nord d'Ontario. Va començar la seva defensa en favor de l'aigua a l'edat de vuit anys i es va inspirar en la seva bestia, Josephine Mandamin. El punt d'inflexió per començar el seu activisme va ser quan va assistir a una cerimònia a la Reserva del Riu Serpent i va veure un senyal que advertia sobre el consum d'aigua no potable, adonant-se que no totes les persones al Canadà tenen accés a l'aigua potable.

## Defensa de l'aigua
Peltier aviat es va convertir en una oradora molt sol·licitada. Va obtenir notorietat nacional i internacional quan en una reunió de l'Assemblea de les Nacions Originàries li va lliurar al primer ministre canadenc Justin Trudeau una olla d'aigua de coure i, encara que no va tenir temps de pronunciar el seu discurs preparat, es va enfrontar a Trudeau en el seu historial de protecció de l'aigua i el seu suport als oleoductes. El seu acte va inspirar a l'Assemblea de les Nacions Originàries per crear el fons Niabi Odacidae. Ha assistit a esdeveniments internacionals com la Children's Climate Conference a Suècia.
L'abril de 2019, la nació Anishinabek va nomenar a Peltier comissionada en cap de l'aigua. Aquesta posició la va ocupar anteriorment la seva bestia Josephine Mandamin.
El setembre de 2019, Peltier va ser nominada per al Premi Internacional de la Pau Infantil. També va ser convidada a parlar a la Cimera d'Acció Climàtica del Secretari General de les Nacions Unides a Nova York, en 2019 i 2018.

## Premis i reconeixements
- Nominada per al Premi Internacional de la Pau Infantil, 2017, 2018, 2019.[7][8]
- Canadian Living Em to We Award Youth in Action under 12, 2017.[2]
- Premi Ontario Junior Citizens, Associació de Periòdics d'Ontario, 2017.[9]
- Medalla Sobirana del Voluntariat Excepcional, pel Governador General del Canadà i el Tinent Governador d'Ontario, març de 2017.[10]
- Premi Ottawa Riverkeeper, 2018.[11]
- Premi Water Warrior en el Water Docs Film Festival a Toronto, 2019.
- Premi Jove Capdavanter, Premi de l'Associació de Serveis Socials Municipals d'Ontario, 2019.[12]
- Nomenada Top 30 menors de 30 anys a Amèrica del Nord per l'Educació Ambiental que marca la diferència, 2019.[13]
- Va ser nomenada per la British Broadcasting Corporation (BBC) com una de les 100 Dones de l'any, una llista de 100 dones inspiradores i influents de tot el món, de l'any 2020[14]